# Fra Felice da Palermo

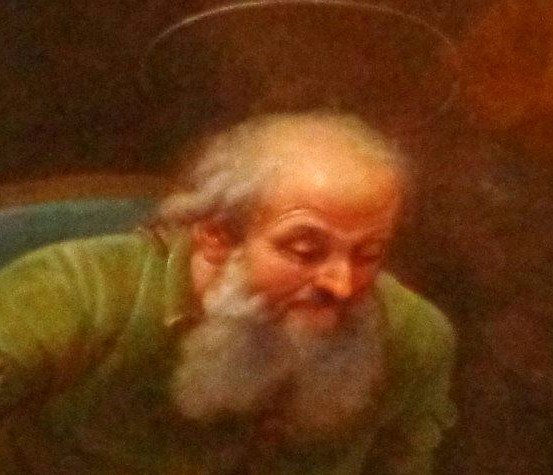
Autoritratto.

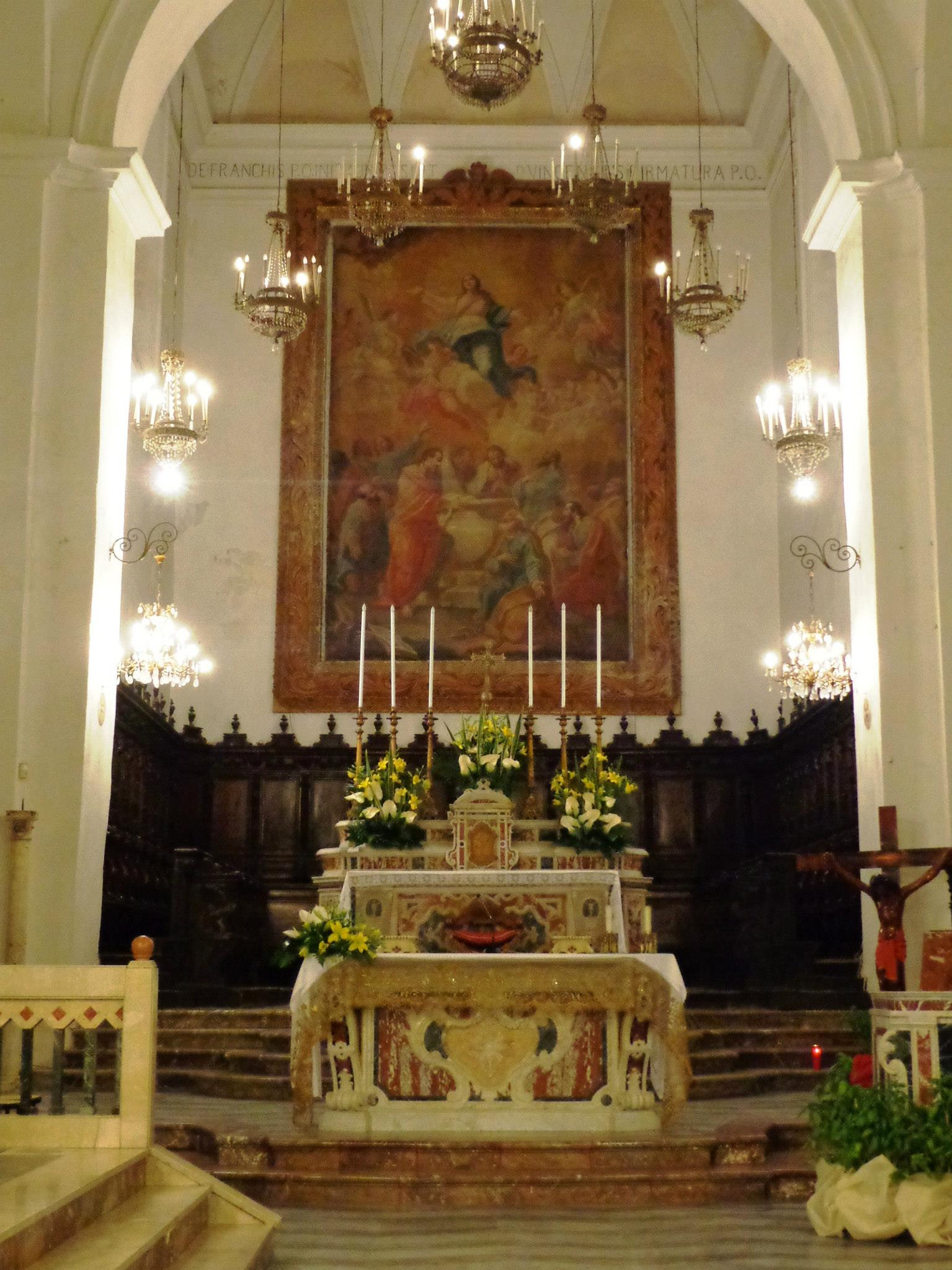
Assunta, basilica concattedrale di Santa Maria Assunta.

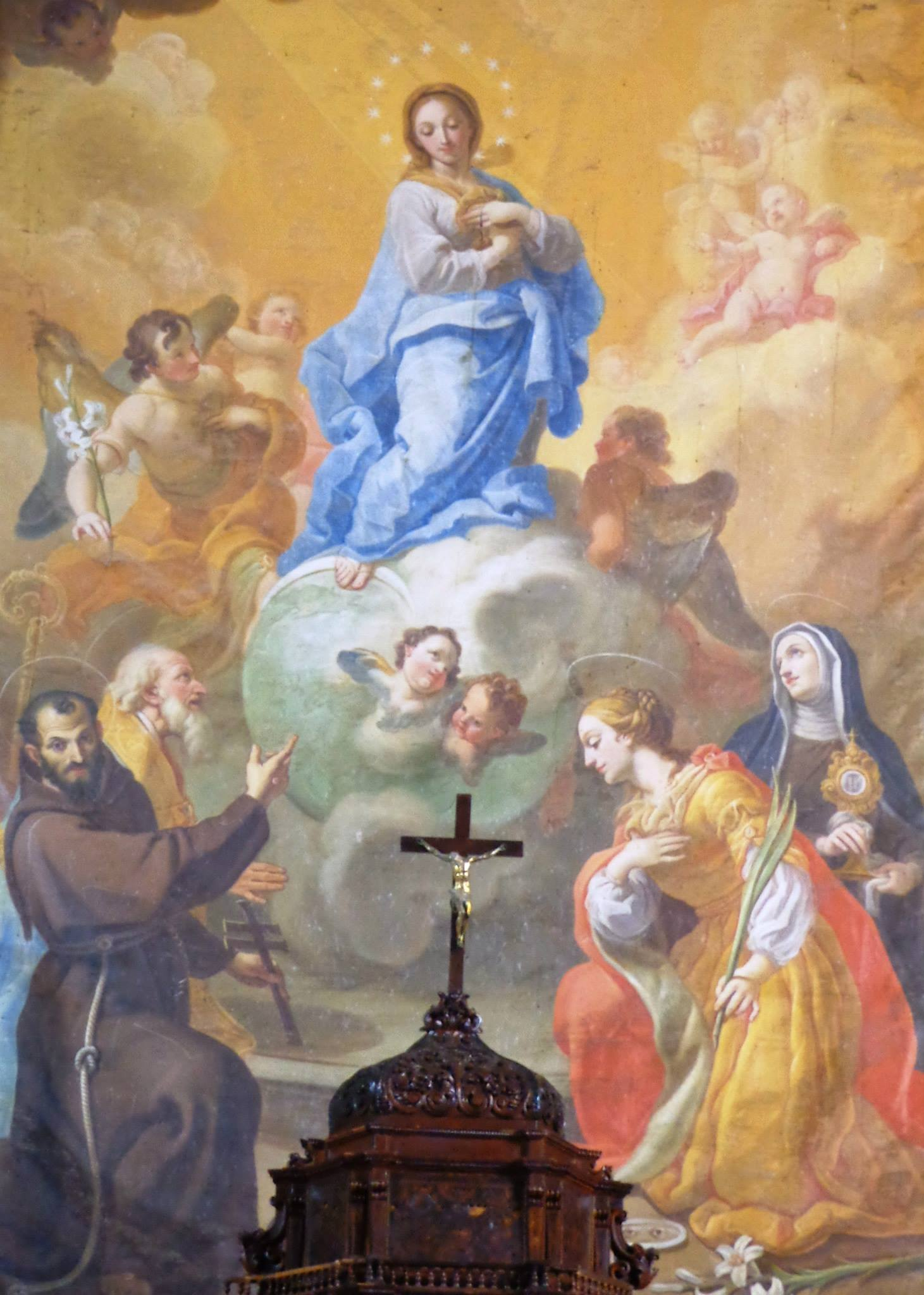
Immacolata, chiesa dei Cappuccini.

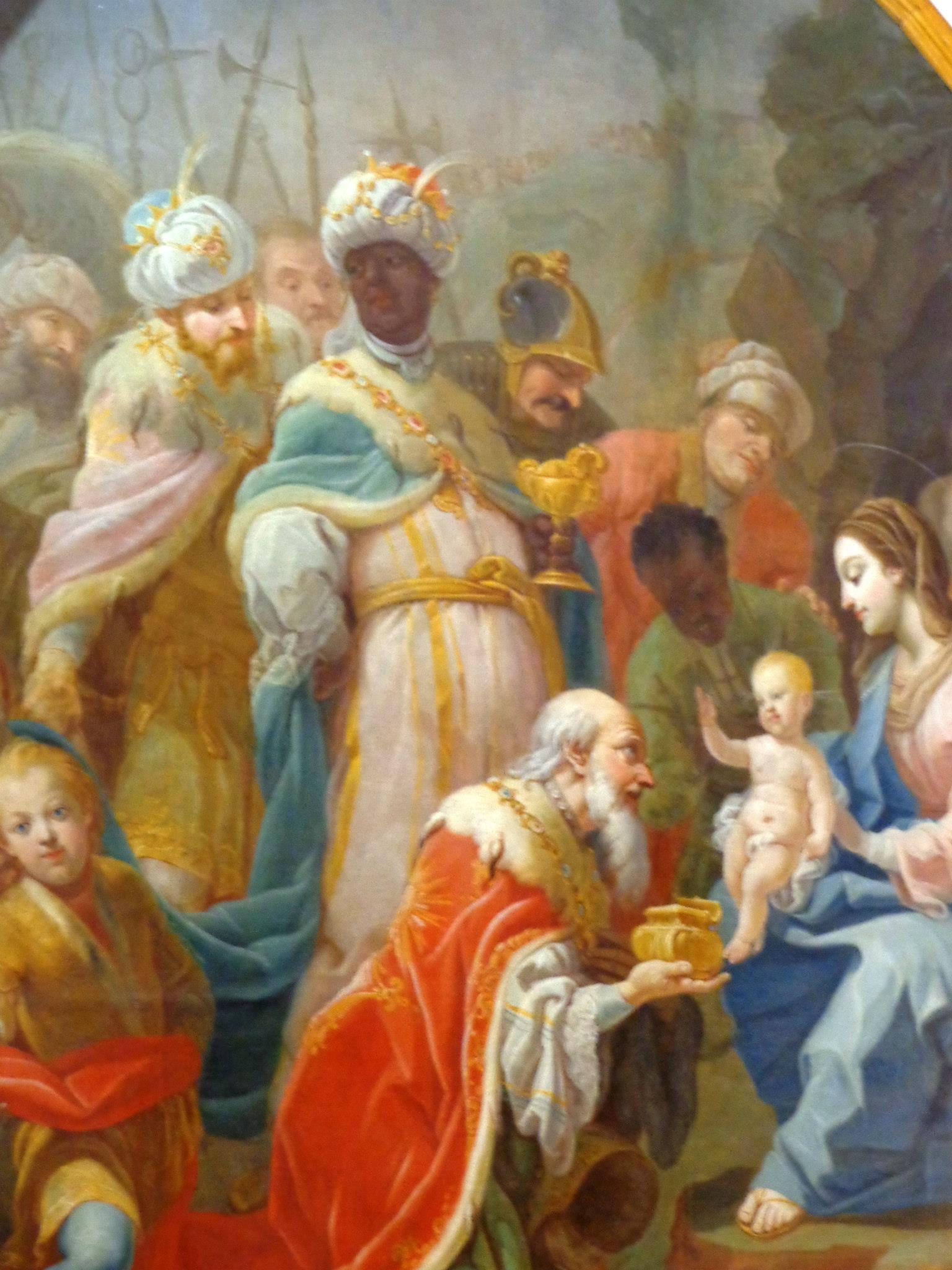
Adorazione dei Re Magi, chiesa dei Cappuccini.

Fra Felice da Palermo, al secolo Giovan Battista la Licata (Palermo, 1751 – Palermo, 1824), è stato un pittore, architetto, ingegnere e "cappuccino laico mendicante" italiano, attivo in Sicilia tra la fine del 1700 e l'inizio del 1800.

## Biografia
Fu allievo dell'architetto Giuseppe Venanzio Marvuglia.
La presenza del frate presso il convento dell'Ordine dei frati minori cappuccini di Santa Lucia del Mela in età giovanile è documentata dal 1771 al 1774 ed è supportata dalla produzione di numerose opere che ornano le chiese del borgo medievale.
Per l'autore, la condizione di uomo consacrato a Dio, impediva di autografare le opere, sicché non c'era modo migliore per garantire l'attribuzione del proprio lavoro ritraendo uno dei personaggi con le proprie fattezze somatiche, nel dipinto dell'Assunzione custodita nella basilica concattedrale di Santa Maria Assunta, l'autoritratto del frate cappuccino è identificabile nel personaggio del Principe dei Apostoli.
Dello stesso frate cappuccino si riconoscono il tratto pittorico e conseguentemente gli autoritratti, in numerose opere sparse nelle chiese della cittadina, stessi soggetti e volti di personaggi sono ravvisabili in dipinti custoditi nella ripristinata chiesa dei Cappuccini dove si può ammirare un'Assunzione con Santa Lucia, San Biagio, San Francesco d'Assisi e Santa Chiara, questi ultimi fondatori dell'Ordine Francescano. Le stesse fattezze di San Biagio, identiche a quelle dell'Apostolo Pietro, si riscontrano nel volto di uno dei Magi nell'Adorazione dei Magi adiacente, splendido esempio di rappresentazione di fastosi costumi del Medio Oriente. Stessa tecnica, uguale mano e fogge di barba comuni nella commovente Deposizione e nel quadro Maria Bambina e le Sacre Scritture con Sant'Anna e San Gioacchino.

## Opere

### Messina e provincia

#### Santa Lucia del Mela
- 1771, Assunta, pala d'altare, opera custodita nella parete absidale della basilica concattedrale di Santa Maria Assunta.
- 1771 / 1774 (?), Visita dei tre Re Magi a Gesù, dipinto, opera custodita nella chiesa dei Cappuccini.
- 1771 / 1774 (?), Maria Bambina legge le Sacre Scritture con Sant'Anna e San Gioacchino, dipinto, opera custodita nella chiesa dei Cappuccini.
- 1771 / 1774 (?), Immacolata, pala d'altare, Vergine Maria raffigurata con San Biagio, Santa Lucia patrona di Santa Lucia del Mela, San Francesco d'Assisi, Santa Chiara fondatori dell'Ordine Francescano, opera custodita nella chiesa dei Cappuccini.
- 1771 / 1774 (?), Deposizione, dipinto, opera custodita nella chiesa dei Cappuccini.

### Palermo e provincia

#### Palermo
- 1780, Direzione dei lavori di restauro nella cattedrale metropolitana della Santa Vergine Maria Assunta.
- 1801, Direzione dei lavori per edificazione ed esecuzione affreschi della villa Belmonte all'Acquasanta.
- 1805 (?), Direzione dei lavori per edificazione della Casina di Caccia della Ficuzza.
- 1813, Direzione dei lavori per edificazione del palazzo Belmonte-Riso.
- 1813, Direzione dei lavori per edificazione del Palazzo Ventimiglia dei marchesi di Geraci al Cassaro (Giovanni Luigi Ventimiglia e Spinola, marchese di Geraci).
- 1813 (?), Direzione dei lavori per edificazione dello "Stagnone" Belmonte in Belmonte Mezzagno.
- 1815 (?), Esecuzione affreschi della cupola del Ginnasio dell'Orto botanico.
- 1817 (?), Esecuzione affreschi nell'Osservatorio astronomico.
- 1818 (?), Esecuzione affreschi nella Sala d'Ercole di Palazzo dei Normanni.
- 1819 (?), Esecuzione affreschi nella villa Belmonte alla Noce.
- 1820, Direzione dei lavori per le Catacombe dei Cappuccini.